# 바이런 넬슨

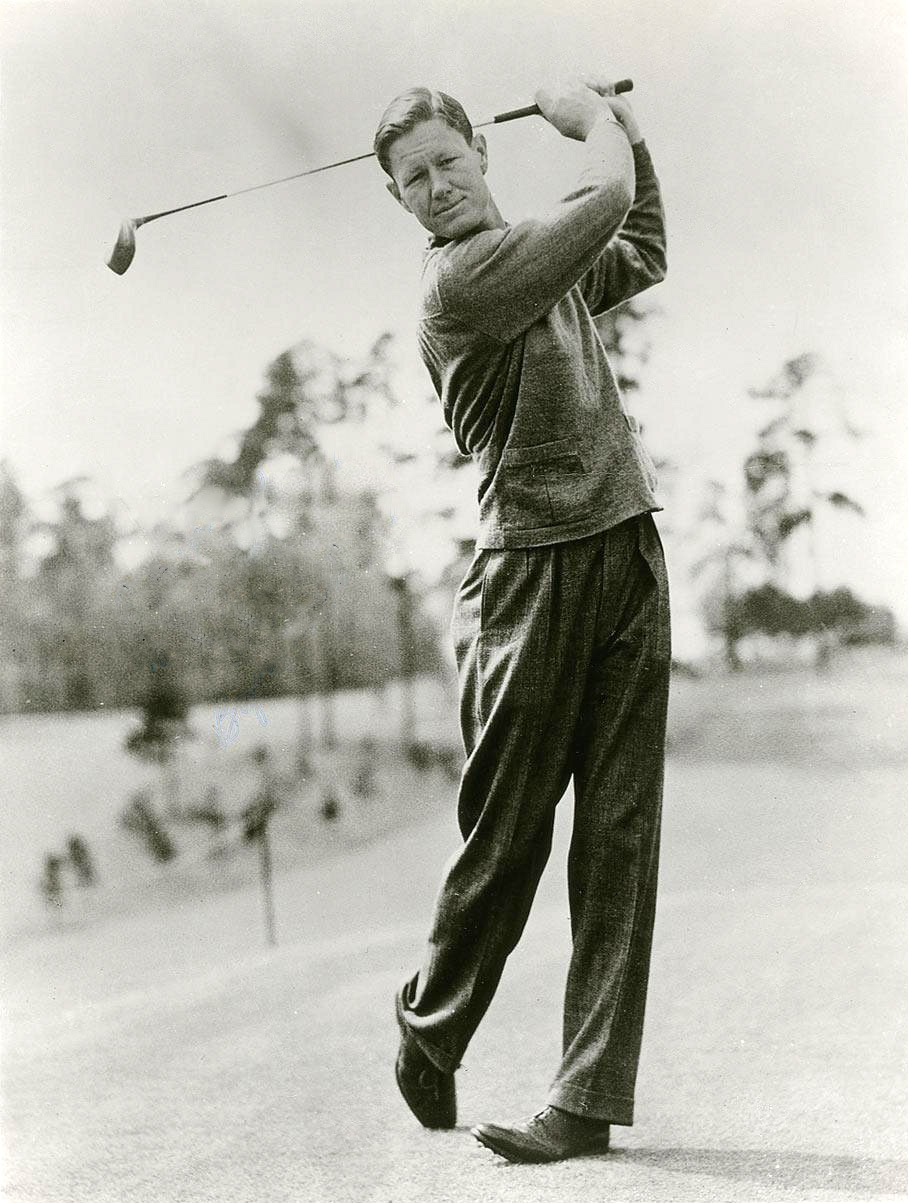

존 바이런 넬슨 Jr.(John Byron Nelson, Jr., 1912년 2월 4일 ~ 2006년 9월 26일)은 미국의 골프 선수이며, 1935년부터 1946년까지 PGA 투어에서 활동하였다.

## 생애
넬슨은 다른 전설적인 골프 선수인 벤 호건과 샘 스니드와 함께 1912년에 태어났으며, 비교적 적은 활동 경력에도 1945년 PGA 투어에서 11개 대회 연속 우승과 그 해 단일 년도 18개 대회 우승 대기록을 작성하는 등 많은 기록을 남겼다. 34세에 은퇴를 선언하고 농장 주인으로 일했으며, 이후 해설자로 데뷔하여 골프계로 복귀하였다. 또한 PGA 투어 최초로 자신의 이름을 딴 HP 바이런 넬슨 챔피언십을 개최하기도 하였다. 그 뒤 1974년 미국 골프 협회에서 골프 분야에 뛰어난 업적을 남긴 인물에게 주는 밥 존스 어워드를 수상하였고, 세계 골프 명예의 전당 회원에 등재되었다.
이후 1994년 미국그린키퍼협회에서 선정하는 올드 톰 모리스 어워드를 수상하였고, 1997년 자신의 두 번째 PGA 투어 공로상을 수상하였다.
2006년 9월 26일 텍사스주 로어노크의 자택에서 숙환으로 세상을 떠났다. 사후 의회 명예 훈장이 수여되었다.